# Place d'Italie avec soleil éteint
Place d'Italie avec soleil éteint est un tableau réalisé par le peintre italien Giorgio De Chirico en 1971. Cette huile sur toile collée sur contreplaqué est un paysage urbain métaphysique représentant une place d'Italie et fait dès lors partie de la série dite des Places d'Italie. Elle est conservée au musée d'Art moderne de Paris, à Paris.

## Expositions
- Giorgio de Chirico, aux origines du surréalisme belge. René Magritte, Paul Delvaux, Jane Graverol, Beaux-Arts Mons, Mons, 2019 — no 24, p. 95.